# ATP-toernooi van Sint-Petersburg
Het ATP-toernooi van Sint-Petersburg is een jaarlijks terugkerend tennistoernooi voor mannen dat wordt georganiseerd in het Russische Sint-Petersburg. De officiële naam van het toernooi is St. Petersburg Open (Russisch: Открытый Санкт-Петербург; Otkryty Sankt-Peterboerg).
Het indoortoernooi wordt sinds 1995 jaarlijks georganiseerd in SKK Peterburgski, een complex dat wordt gebruikt voor sportieve en culturele activiteiten. Het toernooi staat op de ATP-kalender en wordt gespeeld op hardcourtbanen.
Thomas Johansson, Marat Safin en Andy Murray wisten het enkeltoernooi tweemaal te winnen. Jevgeni Kafelnikov, Michail Joezjny, Marat Safin en Daniil Medvedev zijn de vier Russische spelers die het enkeltoernooi wisten te winnen. Richard Krajicek schreef het toernooi in 1998 op zijn naam.
De Nederlander Menno Oosting behaalde in 1999 met zijn dubbelpartner Andrei Pavel de eindstrijd. Het koppel verloor in deze finale van het duo Tarango/Vacek.

## Winnaars

### Enkelspel
| Jaar | Winnaar             | Finalist               | Uitslag          |
| ---- | ------------------- | ---------------------- | ---------------- |
| 2021 | Marin Čilić         | Taylor Fritz           | 7-6(3), 4-6, 6-4 |
| 2020 | Andrej Roebljov     | Borna Ćorić            | 7-6(5), 6-4      |
| 2019 | Daniil Medvedev     | Borna Ćorić            | 6-3, 6-1         |
| 2018 | Dominic Thiem       | Martin Kližan          | 6-3, 6-1         |
| 2017 | Damir Džumhur       | Fabio Fognini          | 3-6, 6-4, 6-2    |
| 2016 | Alexander Zverev    | Stan Wawrinka          | 6-2, 3-6, 7-5    |
| 2015 | Milos Raonic        | João Sousa             | 6-3, 3-6, 6-3    |
| 2014 | Geen toernooi       | Geen toernooi          | Geen toernooi    |
| 2013 | Ernests Gulbis      | Guillermo García López | 3-6, 6-4, 6-0    |
| 2012 | Martin Kližan       | Fabio Fognini          | 6-2, 6-3         |
| 2011 | Marin Čilić         | Janko Tipsarević       | 6-3, 3-6, 6-3    |
| 2010 | Michail Koekoesjkin | Michail Joezjny        | 6-3, 7-6         |
| 2009 | Serhij Stachovsky   | Horacio Zeballos       | 2-6, 7-6, 7-6    |
| 2008 | Andy Murray         | Andrej Goloebev        | 6-1, 6-1         |
| 2007 | Andy Murray         | Fernando Verdasco      | 6-2, 6-3         |
| 2006 | Mario Ančić         | Thomas Johansson       | 7-5, 7-6         |
| 2005 | Thomas Johansson    | Nicolas Kiefer         | 6-4, 6-2         |
| 2004 | Michail Joezjny     | Karol Beck             | 6-2, 6-2         |
| 2003 | Gustavo Kuerten     | Sargis Sargsian        | 6-4, 6-3         |
| 2002 | Sébastien Grosjean  | Michail Joezjny        | 7-5, 6-4         |
| 2001 | Marat Safin         | Rainer Schüttler       | 3-6, 6-3, 6-3    |
| 2000 | Marat Safin         | Dominik Hrbatý         | 2-6, 6-4, 6-4    |
| 1999 | Marc Rosset         | David Prinosil         | 6-3, 6-4         |
| 1998 | Richard Krajicek    | Marc Rosset            | 6-4, 7-6         |
| 1997 | Thomas Johansson    | Renzo Furlan           | 6-3, 6-4         |
| 1996 | Magnus Gustafsson   | Jevgeni Kafelnikov     | 6-2, 7-6         |
| 1995 | Jevgeni Kafelnikov  | Guillaume Raoux        | 6-2, 6-2         |

### Dubbelspel
| Jaar | Winnaars                             | Finalisten                            | Uitslag           |
| ---- | ------------------------------------ | ------------------------------------- | ----------------- |
| 2021 | Jamie Murray Bruno Soares            | Andrej Goloebev Hugo Nys              | 6-3, 6-4          |
| 2020 | Jürgen Melzer Édouard Roger-Vasselin | Marcelo Demoliner Matwé Middelkoop    | 6-2, 7-6(4)       |
| 2019 | Divij Sharan Igor Zelenay            | Matteo Berrettini Simone Bolelli      | 6-3, 3-6, [10-8]  |
| 2018 | Matteo Berrettini Fabio Fognini      | Roman Jebavý Matwé Middelkoop         | 7-6(6), 7-6(4)    |
| 2017 | Roman Jebavý Matwé Middelkoop        | Julio Peralta Horacio Zeballos        | 6-4, 6-4          |
| 2016 | Dominic Inglot Henri Kontinen        | Andre Begemann Leander Paes           | 4-6, 6-3, [12-10] |
| 2015 | Treat Huey Henri Kontinen            | Julian Knowle Alexander Peya          | 7-5, 6-3          |
| 2014 | Geen toernooi                        | Geen toernooi                         | Geen toernooi     |
| 2013 | David Marrero Fernando Verdasco      | Dominic Inglot Denis Istomin          | 7-6, 6-3          |
| 2012 | Rajeev Ram Nenad Zimonjić            | Lukáš Lacko Igor Zelenay              | 6-3, 4-6, [10-6]  |
| 2011 | Colin Fleming Ross Hutchins          | Michail Jelgin Aleksandr Koedrjavtsev | 6-3, 6-7, [10-8]  |
| 2010 | Daniele Bracciali Potito Starace     | Rohan Bopanna Aisam-ul-Haq Qureshi    | 7-6, 7-6          |
| 2009 | Colin Fleming Ken Skupski            | Jérémy Chardy Richard Gasquet         | 2-6, 7-5, [10-4]  |
| 2008 | Travis Parrott Filip Polášek         | Rohan Bopanna Maks Mirni              | 3-6, 7-6, 10-8    |
| 2007 | Daniel Nestor Nenad Zimonjić         | Jürgen Melzer Todd Perry              | 6-1, 7-6          |
| 2006 | Simon Aspelin Todd Perry             | Julian Knowle Jürgen Melzer           | 6-1, 7-6          |
| 2005 | Julian Knowle Jürgen Melzer          | Jonas Björkman Maks Mirni             | 4-6, 7-5, 7-5     |
| 2004 | Arnaud Clément Michaël Llodra        | Dominik Hrbatý Jaroslav Levinský      | 6-3, 6-2          |
| 2003 | Julian Knowle Nenad Zimonjić         | Michael Kohlmann Rainer Schüttler     | 7-6, 6-3          |
| 2002 | David Adams Jared Palmer             | Irakli Labadze Marat Safin            | 7-6, 6-3          |
| 2001 | Denis Golovanov Jevgeni Kafelnikov   | Irakli Labadze Marat Safin            | 7-5, 6-4          |
| 2000 | Daniel Nestor Kevin Ullyett          | Thomas Shimada Myles Wakefield        | 7-6, 7-5          |
| 1999 | Jeff Tarango Daniel Vacek            | Menno Oosting Andrei Pavel            | 3-6, 6-3, 7-5     |
| 1998 | Nicklas Kulti Mikael Tillström       | Marius Barnard Brent Haygarth         | 3-6, 6-3, 7-6     |
| 1997 | Andrej Olchovski Brett Steven        | David Prinosil Daniel Vacek           | 6-4, 6-3          |
| 1996 | Jevgeni Kafelnikov Andrej Olchovski  | Nicklas Kulti Peter Nyborg            | 6-3, 6-4          |
| 1995 | Martin Damm Anders Järryd            | Jakob Hlasek Jevgeni Kafelnikov       | 6-4, 6-2          |